# Землетрус у Любляні (1895)
46°06′ пн. ш. 14°30′ сх. д. / 46.1° пн. ш. 14.5° сх. д.

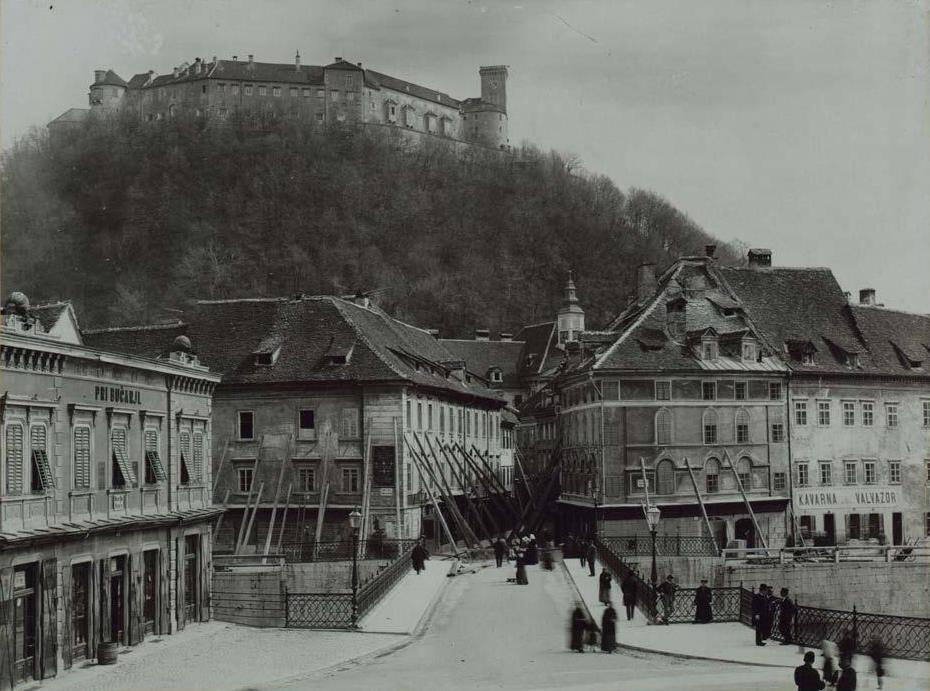
Вулиця Госпітальна (Špitalska ulica) (нині Стрітарова) (Stritarjeva ulica)) після землетрусу

Землетрус у Любляні (словен. ljubljanski potres), або Великодній землетрус (словен. velikonočni potres) — землетрус, що стався в Любляні (коронні землі Австро-Угорщини, нині столиця Словенії) на Великдень 14 квітня 1895 року Великодній землетрус був найбільшим та останнім руйнівним землетрусом на цих територіях.

## Землетрус

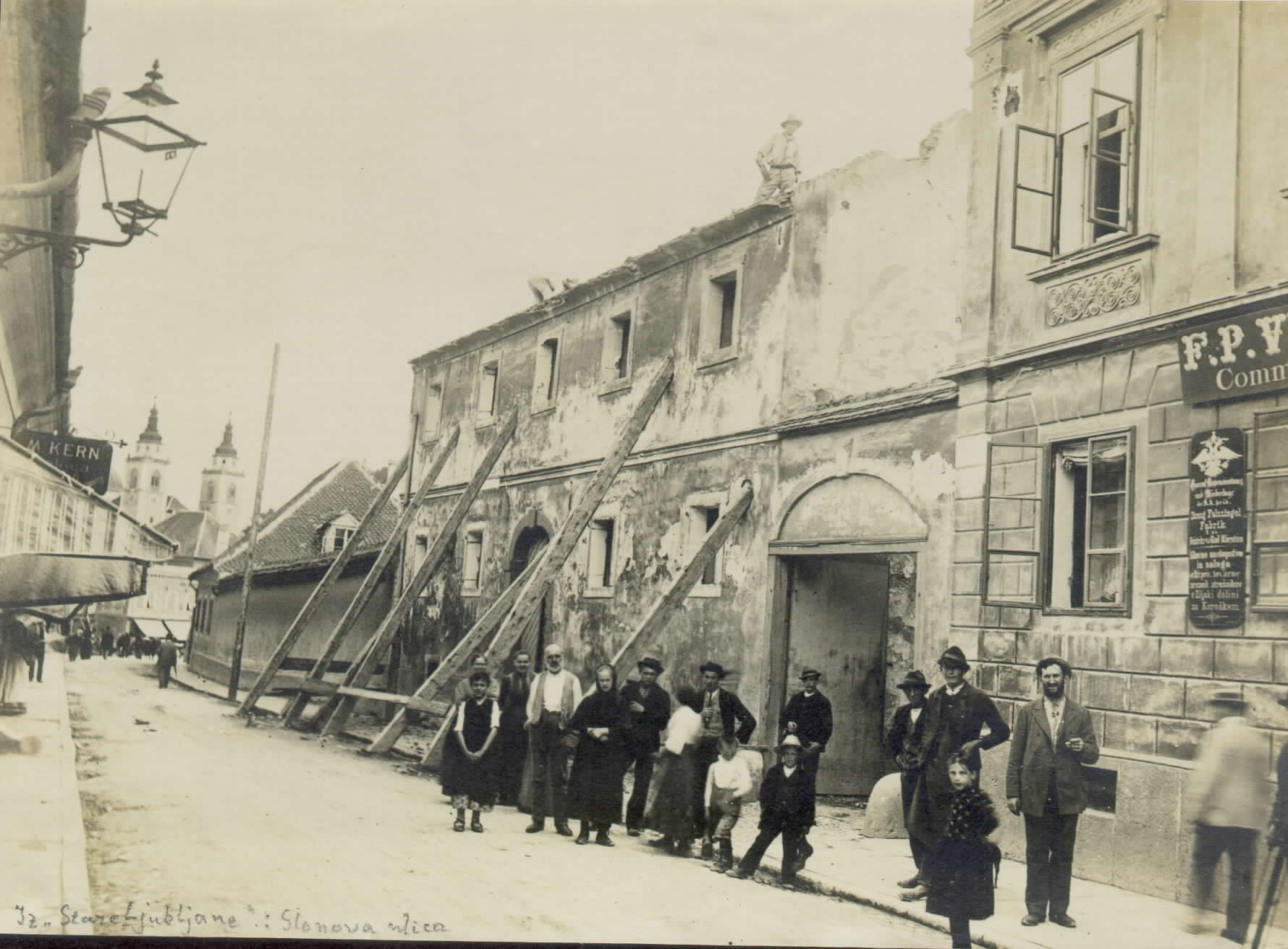
Вулиця Вовків (Wolfova ulica)

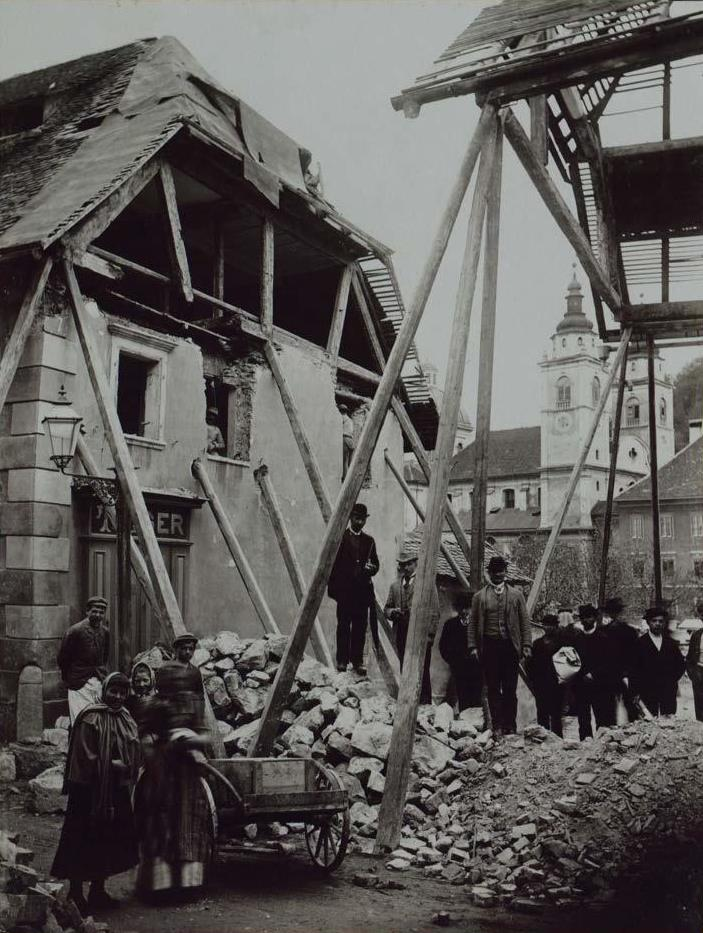
Зруйновані землетрусом будинки біля костелу Святого Миколая

Землетрус магнітудою 6,1 бала за шкалою Ріхтера та VIII—IX (досить руйнівний) за шкалою Меркаллі стався пізно ввечері о 22:17 за місцевим часом. Епіцентр знаходився в Янче (словен. Janče) — в 16 км на схід від центру Любляни. Гіпоцентр знаходився в 16 км вглиб землі. Землетрус охопив території в радіусі 350 км та площею 385 тис. км2, включаючи міста Ассізі, Флоренцію, Відень та Спліт. Протягом 10 днів після завершення землетрусу мали місце ще більш ніж 100 землетрусів меншої інтенсивності.

### Руйнування
Найбільших руйнувань землетрус завдав у радіусі 18 км між населеними пунктами Іг та Водиці. Унаслідок землетрусу було зруйновано чи пошкоджено приблизно десять відсотків будівель, принаймні декілька людей загинуло (на той час населення Любляни складало 31 тис. осіб, кількість будинків сягала 1400). На Водніковій площі був зруйнований старий монастир, який включав у себе також жіночий коледж та бібліотеку, після чого на цьому місці був збудований Центральний ринок Любляни (словен. Osrednja ljubljanska tržnica). Збитки, завдані землетрусом, оцінені у 7 млн гульденів.

### Відповідні дії
Наступного ранку муніципальна влада вжила надзвичайних заходів з метою допомоги найбільш постраждалим від землетрусу, а також посилила заходи безпеки й почала інспектувати пошкоджені будинки. Всі місцеві школи були тимчасово зачинені, також припинили роботу деякі фабрики. Декількома днями пізніше були відкриті тимчасові притулки для тих, хто втратив житло. Багато мешканців Любляни залишило місто. Любляна почала відчувати нестачу їжі, внаслідок чого було організовано п'ять екстрених кухонь, де кожен день роздавали їжу — безкоштовно або за низькою ціною. У наданні допомоги брали участь й інші частини Австро-Угорської імперії — Відень, Чеські землі та Королівство Хорватії й Славонії. Особливі здібності в організації допомоги постраждалим від землетрусу проявив член муніципальної ради, член Національної прогресивної партії Крайни Іван Грібар. Незадовго після цього він був обраний мером і організував широку реконструкцію міста. Землетрус завдав значних руйнувань. Багато будівель було зруйновано на Госпітальній вулиці (Špitalska ulica; нині Стрітарова (словен. Stritarjeva ulica)), де були зруйновані майже всі будинки (крім одного) та ринки.

## Розвиток після землетрусу
До настання землетрусу Любляна мала провінційний характер. Потім почалася експансія міста й широке розповсюдження архітектурних змін під впливом Віденської сецесії; будинки в цьому стилі нині співіснують з ранньобароковими, що дійшли до наших днів. Багато будинків (наприклад, комплекс Младіка) були збудовані після землетрусу. Період відбудови між 1896 та 1910 роками охоплював не тільки зміни в архітектурі, а й реформу міської адміністрації, галузі здоров'я, освіти та туризму. За цей період було збудовано 436 нових будинків, тисячі було відновлено або реконструйовано в стилі Віденської сецесії. Більшість мостів, пам'ятників, парків та головних будівель Любляни було зведено вже після землетрусу. Каплиця Діви Марії Розарії була збудована у 1895 мешканцями Любляни в Янче — вони сподівалися, що Діва Марія буде оберігати їх від катастроф. У 1897 році в Любляні на вулиці Веги (словен. Vegova ulica) була заснована перша в Австро-Угорщині сейсмологічна обсерваторія.